# William Kirby (entomòleg)
William Kirby   (Witnesham, 19 de setembre de 1759 - Anglaterra, 4 de juliol de 1850) va ser un entomòleg anglès, amembre de la Linnean Society i un Fellow of the Royal Society, a més de clegue. És considerat com el fundador de l'entomologia.

Kirby nasqué a Witnesham, Suffolk i estudià a l'Ipswich School i al Caius College, Cambridge, on es va graduar l'any 1781. Va prendre les ordres sagrades l'any 1782, Va ajudar a la publicació de pamflets contra Thomas Paine durant la dècada de 1790.
Kirby va ser induït a l'estudi de la història natural per part de Dr Nicholas Gwynn (un amic de Boerhaave), qui li va presentar a Sir James Edward Smith a Ipswich el 1791. Entre els seus primers amics es trobaven Charles Sutton i Thomas Marsham i més tard amb William Jackson Hooker i altres esdevenint un seguidor de parson-naturalist. El seu nom apareix en la primera llista delsmembres de la Linnean Society. La seva primera publicació va ser el 1793, amb Three New Species of Hirudo (Linn. Trans. II, 316).

## Publicacions principals
L'obra principal de Kirby es titulà Monographia Apum Angliae (monografia sobre les abelles d'Anglaterra) del 1802. La seva intenció era alhora científica i religiosa.
Aquesta obra era la primera publicada en anglès sobre les abelles i va generar gran correspondència científica incloent a Alexander MacLeay, Walkenaer, Johan Christian Fabricius i Adam Afzelius.
Kirby planificà la seva Introduction to Entomology, l'any 1808. El 1830 se li va encarregar d'escriure el setè dels Bridgewater Treatises, titulat The History, Habits, and Instincts of Animals (2 volums., 1835).

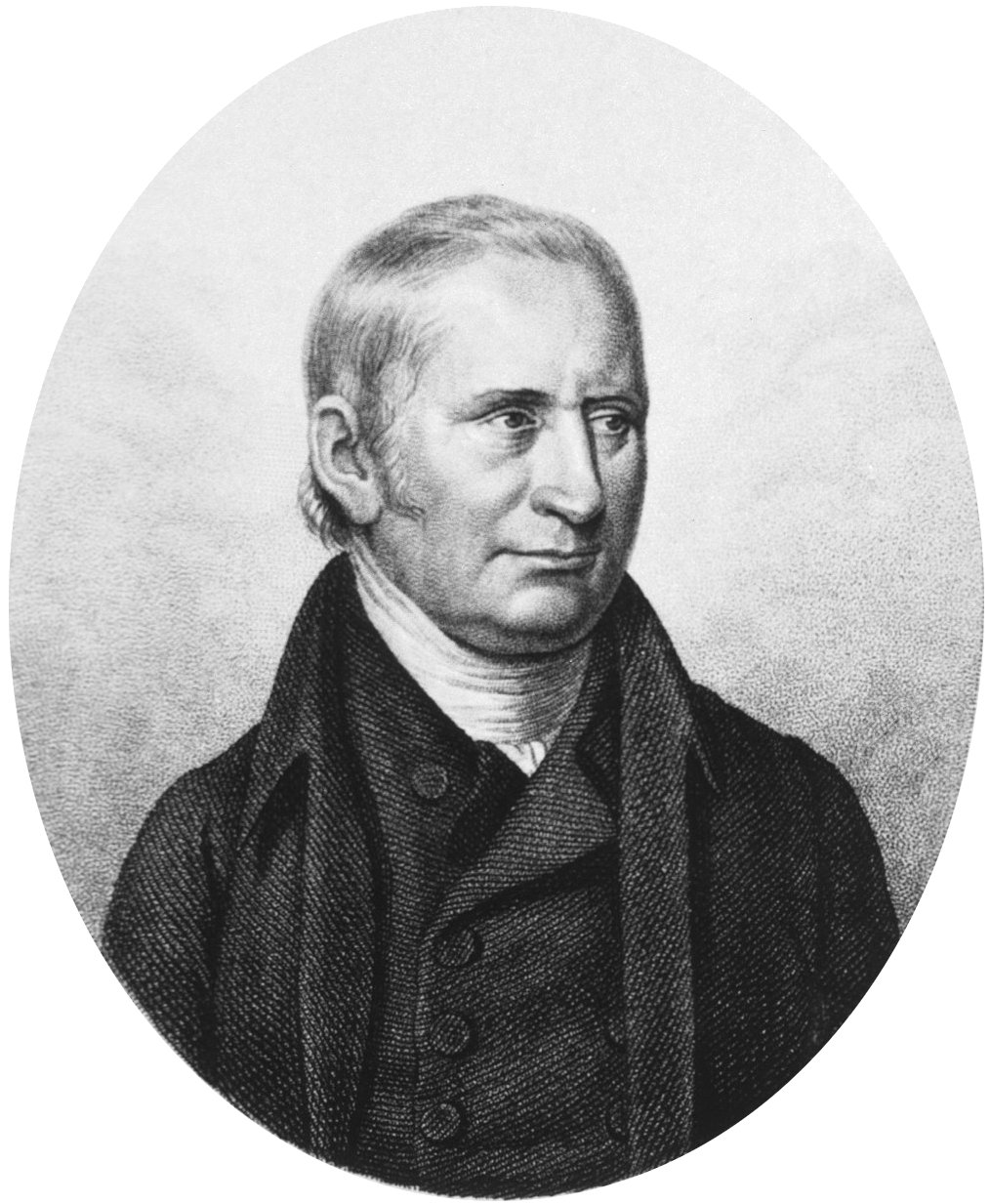
William Kirby

Amb Edward Sabine i J.E. Gray, Kirby preparà la part d'història natural de l'expedició del Capità Parry 1819-20 per a trobar el Pas del Nord-Oest.

### Imatges
- Portraits of the Honorary Members of the Ipswich Museum (Portfolio of 60 lithographs by T. H. Maguire) (George Ransome, Ipswich, 1846–1852).
- Original drawing by William Spence. Pasted into George Crawford Hyndman's copy of Volume 1 of the Transactions of the Entomological Society of London. Ulster Museum.